# Tituss Burgess
Tituss Burgess, född 21 februari 1979, är en amerikansk skådespelare och sångare. Han har medverkat i flera Broadway musikaler och är känd för sin höga tenor-röst. Han är mest känd för att ha spelat huvudrollen som Titus Andromedon i Netflix komediserien Unbreakable Kimmy Schmidt (2015–2020), för vilken han fick fem Primetime Emmy Award nomineringar. Han var också med i Schmigadoon! (2023).
På Broadway-scenen skapade Burgess rollen som Sebastian i The Little Mermaid och spelade rollen som Nicely-Nicely Johnson i 2009 revival av killar och dockor. 2023 spelade han rollen som Harold Zidler i Moulin Rouge!.

## Filmografi i urval
- 2016 - The Angry Birds Movie
- 2017 - Smurfarna: Den försvunna byn
- 2019 - Dolemite Is My Name
- 2019 - Familjen Addams
- 2024 - Förtrollningen